# Little York (Indiana)
Little York est une municipalité située dans le comté de Washington, dans l’État de l'Indiana, aux États-Unis. Lors du recensement de 2020, elle comptait 189 habitants.